# Mary Bartelme
Giudice Mary Margaret Bartelme (Chicago, 24 luglio 1866 – Carmel, 25 luglio 1954) è stata una giudice e avvocato statunitense, in particolare nel campo della giustizia minorile. Fu la prima donna nominata Custode pubblico della Contea di Cook in Illinois nel 1897 e la prima donna eletta giudice in un tribunale di alta giurisdizione dello stato nel 1923. In precedenza, nominata assistente giudice nel 1913, iniziò ad ascoltare casi giudiziari che coinvolgevano minorenni e all'epoca veniva chiamata dal New York Times "l'unica donna giudice d'America".

## Biografia

### Primi anni
Mary Bartelme nacque a Chicago, figlia di un immigrato della Saarland, in Germania, Balthasar Bartelme e di sua moglie Jeannette. Aveva tre sorelle e due fratelli e frequentava la West Division High School. Si diplomò alla Cook County Normal School, un college per insegnanti e insegnò per cinque anni, prima di decidere di frequentare la facoltà di giurisprudenza, all'età di 25 anni. Nel 1892 si iscrisse alla Northwestern University School of Law, dove si laureò; fu ammessa all'Illinois Bar nel 1894.

### Carriera professionale
Conosciuta come riformatrice sociale, durante l'Era progressista, Mary Bartelme dedicò gran parte della sua vita alla riforma delle leggi minorili e al benessere dei bambini. Nel 1897 fu nominata Tutore Pubblico della Contea di Cook, la prima donna in questo incarico. Divenne nota in tutto l'Illinois come instancabile sostenitrice dei bambini; la sua compassione per le giovani che l'avevano preceduta le valse il soprannome di "Madre Barthelme". In seguito avrebbe acquisito un altro soprannome, "Mary valigia", perché quando mandava le ragazze in famiglie affidatarie, forniva loro sempre vestiti puliti, racchiusi in una valigia nuova.
La Bartelme credeva che ci fosse un drammatico abbandono sociale delle ragazze, che i genitori dovessero parlare francamente con le loro figlie del sesso e che la povertà fosse la causa principale della delinquenza. Nel maggio 1912 fu nominata assistente giudice presso il tribunale per i minorenni della Contea di Cook. Poi, nel marzo 1913 convocò uno speciale tribunale femminile, che si occupava di casi di ragazze delinquenti e dipendenti, molte delle quali prostitute. Tutto il personale in questo tribunale chiuso era di sesso femminile, il che incoraggiava una discussione più aperta su questioni sessuali e altre questioni private. Successivamente Bartelme istituì il Mary Club per le ragazze che non potevano tornare dai genitori, sostenute da servizi di volontariato, in alternativa alle istituzioni statali. I primi due club, nati nel 1914 e nel 1916, accettavano ragazze bianche; l'ultimo, iniziato nel 1921, accoglieva ragazze di colore. Più di 2.000 ragazze sono passate da queste case famiglia in dieci anni.
Nel corso della sua carriera, ricevette visitatori nazionali e internazionali, venuti a studiare il suo lavoro pionieristico. Apparve nel numero del 25 maggio 1913 del New York Times Magazine in un articolo intitolato "L'unica donna giudice d'America sta facendo un grande lavoro". Nel 1916-1917 fu vicepresidente del National Woman's Party.
Alla fine del 1923 fu eletta giudice della Circuit Court of Cook County e fu rieletta nel 1927. Dopo una illustre carriera, si ritirò nel giugno 1933. Prima del suo pensionamento ufficiale, a maggio, più di 2000 sostenitori la onorarono con un pranzo, durante il quale fu elogiata per i suoi numerosi successi

### Ultimi anni
Dopo essere andata in pensione, il giudice Bartelme si trasferì sulla costa occidentale, risiedendo a Carmel, in California, dove visse con una nipote. Di tanto in tanto tornava a Chicago per una visita. In California continuò a tenere discorsi, discutendo della necessità di migliorare il sistema di giustizia minorile. Nel 1936 ricevette l'istruzione di classe primaria in Cristianesimo scientista da Bicknell Young CSD, essendo stata una scienziata cristiana praticante per molti anni. Morì alla fine di luglio 1954, all'età di 88 anni. Una delle sue ultime richieste fu che alla sua morte, al posto dei fiori, fossero fatte donazioni ai Mary Bartelme Clubs, che erano ancora in funzione.
Mary Bartelme sarebbe stata successivamente descritta come la persona più importante nei primi 25 anni del Cook County Juvenile Court, il primo tribunale per i minorenni istituito negli Stati Uniti.

## Eredità
Nel settembre 1957 fu aperta una nuova scuola elementare di Chicago che prese il nome da lei. Era in grado di ospitare più di 400 studenti. La scuola si trovava su Ridge a Rogers Park. È stata demolita negli anni '70 per far posto ad una casa di riposo per anziani.
Anche Mary Bartelme Park, nella zona di West Loop di Chicago, fu battezzato così in suo onore.